# Зоран Ђуровић (књижевник)
Зоран Ђуровић (Београд, 1960) српски је књижевник, новинар и публициста. Члан је Удружења књижевника Србије и Удружења новинара Србије. Више пута награђиван за дечје стваралаштво. Заступљен је у књизи „105 писаца“ из савремене црногорске књижевности за дјецу и младе, антологији црногорског афоризма „Ријетке честице“, као и антологији поезије за децу и младе „Коло пријатеља“. Уз то Ђуровић је написао више антологијских збирки поезије за одрасле као и десетак романа од којих су 4 добила престижне награде. Збирка песама "Purple wood" је добила 1998. награду "Волас Стивенсон" Дела Зорана Ђуровића превођена су на више светских језика. Успешно се бави књижевном критиком. Објавио је у Паризу 1987. тротомну књигу Поезија na француском језику "La Poesie". Узгред Ђуровић је поред oсталих награда и признања 1997 проглашен Мајcтором "Kратких причa" (Aсоцијације Америчких Писаца - АAW)

## Књижевни рад
Књижевне радове објављивао у „Политици“, „Змају“, „Колу“, „Побједи“, „Дану“, „Политикином забавнику“, „Осмијеху“, „Горском оку“, „Јединству“, „Латици“, ,,Гороцвету“ и другим листовима и часописима.
До сада, Зоран Ђуровић је објавио више запажених збирки песама за децу:
Месечеве узде, Моји фазони, Увек мени нешто фали, Азбучница, Стазе пустоловне, Развигор маште, Рашчупане бриге, Под руком неба, Сеоба снова, Мислио сам мислио..., Важна је фора, Заволи небо и птицу, Руком сликан сан, Шета јутро ливадом. Збирка песама „Мислио сам мислио...“ награђена је као најбоља књига године Удружења црногорских писаца за дјецу и младе за 2001.
Објавио је више хроника са историјском тематиком: Актери дипломатије, Хитлеров поход на исток, Европа пред лицем нацизма, Нацизам или време срама, Европа у агонији, Апостоли зла. Касније објавио је и више збирки за одрасле антологијских карактера и десетак врло вредних и примећених романа како од читалачке публике, тако и од књ. критике.
Ђуровић посебно негује хумор и сатире. Објавио је три књиге афоризама: Мешање карата, Клонирање буздована и Фаворизми. Бави се успешно књижевном и музичком критиком.